# Jude Ladouce
Jude Ladouce (14 marzo 1977) è un ex calciatore seychellese, di ruolo centrocampista.